# Meteoridea whartoni
Meteoridea whartoni är en stekelart som beskrevs av Penteado-dias 1996. Meteoridea whartoni ingår i släktet Meteoridea och familjen bracksteklar. Inga underarter finns listade i Catalogue of Life.